# Olympische Jugend-Sommerspiele 2018/Teilnehmer (Cookinseln)
| Gelbes Symbol für Goldmedaillen mit stilisierten Olympischen Ringen | Graues Symbol für Silbermedaillen mit stilisierten Olympischen Ringen | Braundes Symbol für Bronzemedaillen mit stilisierten Olympischen Ringen |
| ------------------------------------------------------------------- | --------------------------------------------------------------------- | ----------------------------------------------------------------------- |
| —                                                                   | —                                                                     | —                                                                       |

Die Jugend-Olympiamannschaft der Cookinseln für die III. Olympischen Jugend-Sommerspiele vom 6. bis 18. Oktober 2018 in Buenos Aires (Argentinien) bestand aus einem Athleten. Er konnte keine Medaille gewinnen.

## Athleten nach Sportarten

### Schwimmen
Jungen
- Bede Aitu[1]
50 m Rücken: 24. Platz (Vorrunde)
100 m Rücken: 25. Platz (Vorrunde)